# Karaikal

Kaart van Karaikal (Karikal) als Franse kolonie

Karaikal is een van de 15 gebieden van het Indiase unieterritorium Puducherry. Het gebied, met een oppervlakte van 160 km², is een exclave van Puducherry en is gelegen aan de Coromandelkust van de Golf van Bengalen en grenst in het noorden, westen en zuiden aan de staat Tamil Nadu. Het ligt ongeveer 240 kilometer ten zuiden van Chennai en 105 kilometer ten zuiden van Puducherry, de hoofdstad van het unieterritorium.